# Mürwik
Mürwik (Deens: Mørvig) is een stadsdeel in de Duitse gemeente Flensburg, deelstaat Sleeswijk-Holstein.
De marineacademie Mürwik (Marineschule Mürwik) werd gebouwd in 1910. De Gorch Fock staat onder het commando van de academie. In het Kraftfahrt-Bundesamt (KBA) worden de strafpunten voor verkeersovertredingen bijgehouden. 

## Bezienswaardigheid
- Marineschule Mürwik
- Osbektal
- Parkhof
- Mürwiker Wasserturm
- Marine-Wasserturm
- Volkspark
- Sportschule, de marinesportschool, waar de Flensburgregering onder Karl Dönitz door de Geallieerden op 23 mei 1945 tot capitulatie werd gedwongen
- Kraftfahrt-Bundesamt (KBA)
- Gorch Fock (soms)
- Christuskirche
- Solitüde

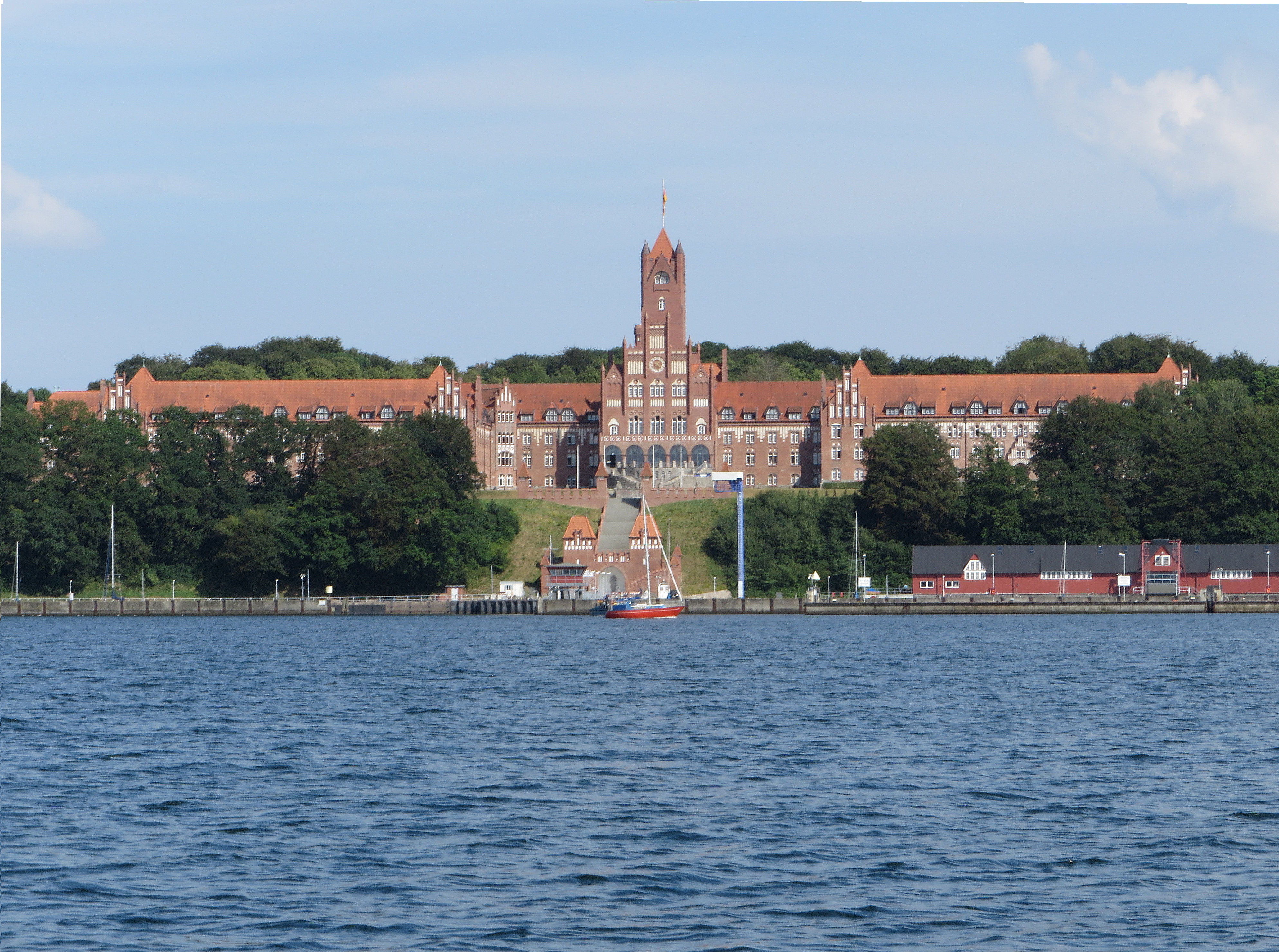
Marineschule Mürwik
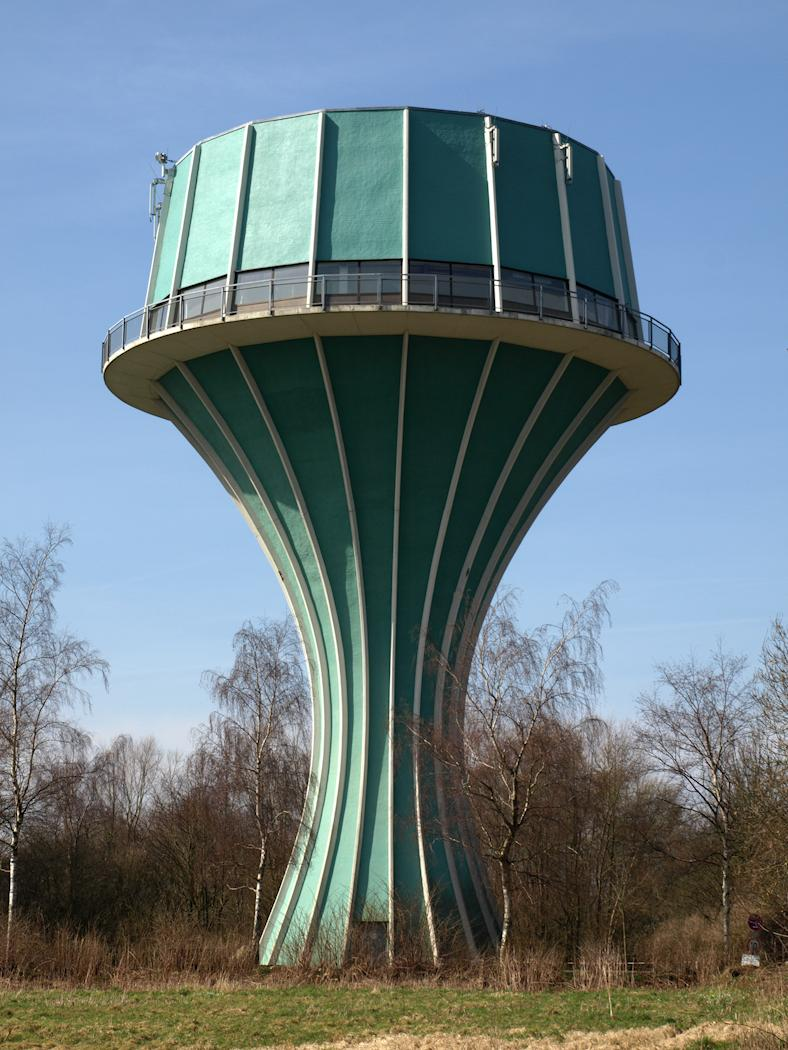
Mürwiker Wasserturm
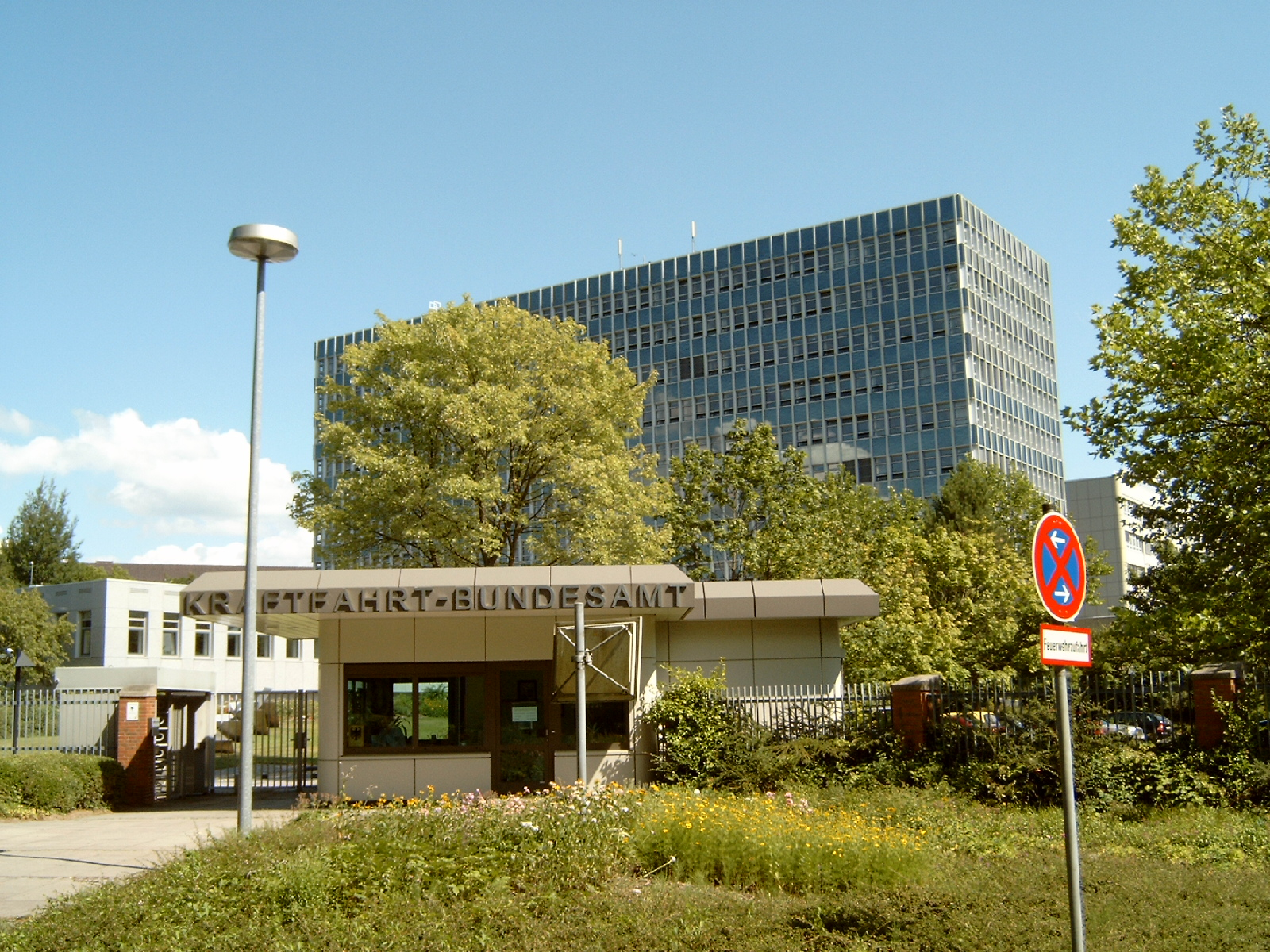
KBA
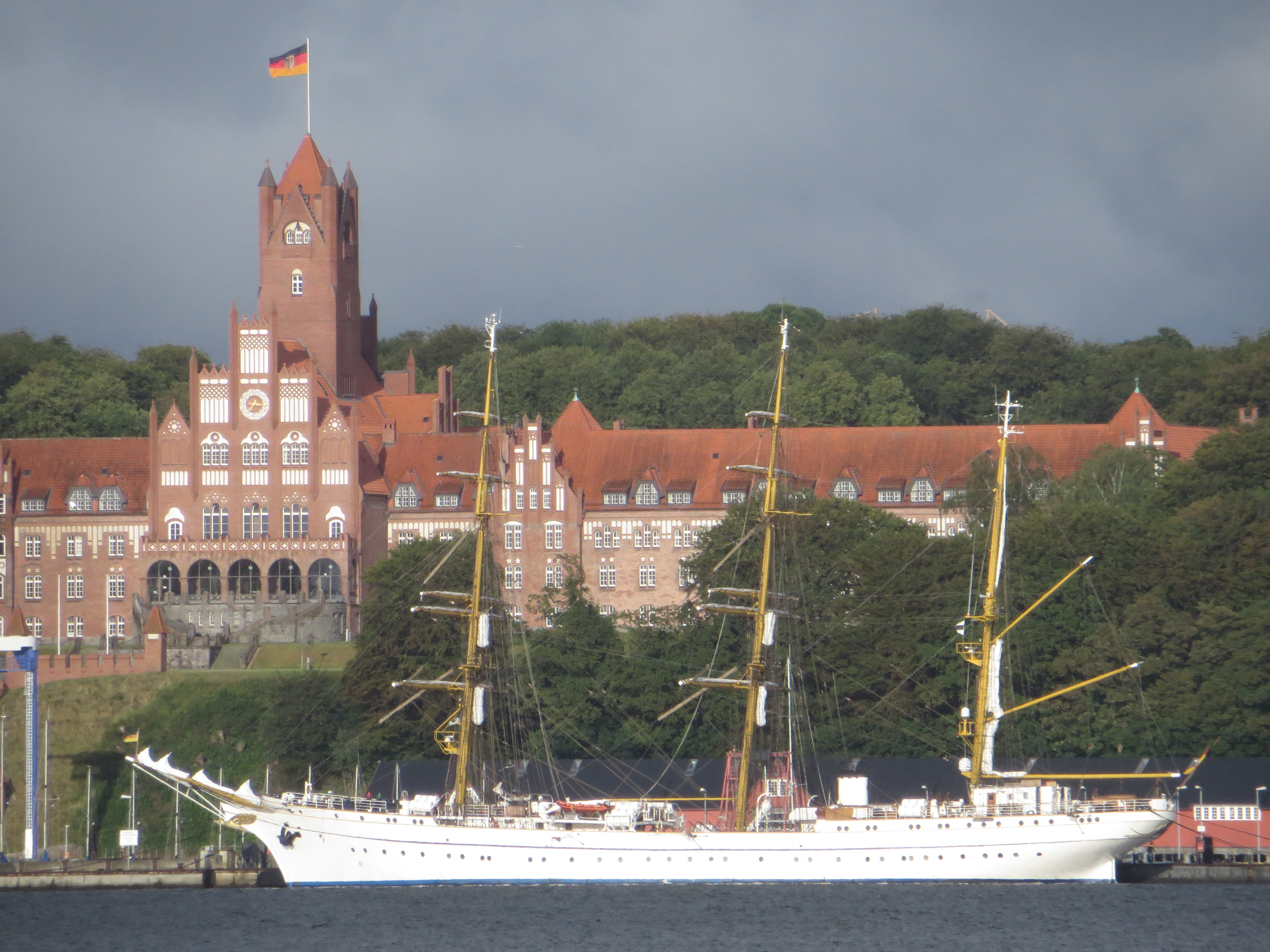
Gorch Fock